# 天通苑北街道
天通苑北街道是北京市昌平区下辖的街道。2012年12月31日，天通苑北街道正式从原东小口地区分出，街道办事处最初暂驻太平庄北街69号，后迁至天通中苑二区13号楼。辖区东至北七家，西至中滩村与太平庄村村界处，南至太平庄中街，北至北七家东三旗村界。

## 行政区划
天通苑北街道目前下辖以下村级单位：
太平家园社区、天通西苑第二社区、天通东苑第三社区、天通北苑第一社区、天通西苑第四社区、天通北苑第二社区、天通北苑第三社区、天通中苑第一社区、太平庄村、天通西苑第三社区、白坊村和狮子营村。